# Traité de Madrid/Lisbonne
Pour les articles homonymes, voir Traité de Madrid et Traité de Lisbonne.
- Nouveaux membres de la Communauté (Espagne et Portugal)
- Les 10 anciens membres de la Communauté européenne

Le traité de Madrid/Lisbonne ou traité d'adhésion de 1985 (nom officiel ci-dessous), signé le 12 juin 1985 et entré en vigueur le 1er janvier 1986, est relatif à l'adhésion de l'Espagne et du Portugal lors du troisième élargissement de la Communauté économique européenne.

## Nom officiel
Le nom officiel du traité d'adhésion est (en français) :

« Traité entre le Royaume de Belgique, le Royaume de Danemark, la République fédérale d'Allemagne, la République hellénique, la République française, l'Irlande, la République italienne, le Grand-Duché de Luxembourg, le Royaume des Pays-Bas, le Royaume-Uni de Grande-Bretagne et d'Irlande du Nord, (États membres des Communautés européennes), le Royaume d'Espagne, la République portugaise, relatif à l'adhésion du Royaume d'Espagne et de la République portugaise à la Communauté économique européenne et à la Communauté européenne de l'énergie atomique. »

## Histoire
Lors du sommet de Bruxelles des 29 et 30 mars 1985, les membres de la CEE acceptent l'entrée de l'Espagne et du Portugal. Des traités d'adhésion sont signés officiellement le 12 juin 1985 à Madrid et Lisbonne. De longues négociations ont précédé l'adhésion des deux pays, ils ont adopté de nombreuses réformes démocratiques au cours des années 1970 après la sortie du franquisme et du salazarisme. 
Lors des négociations, il a notamment été question des statuts des plazas de soberanía marocaines et des îles Canaries, des Açores et de Madère qui étaient déjà spécifiques avant l'adhésion des deux pays. Mais également aux questions liées à la pêche et à l'agriculture.

## Compléments